# 做头
《做头》（英語：Hands in the Hair）是2005年4月14日在香港上映的爱情片、伦理片。

## 剧情
该片根据唐颖的小说《红颜》改编。由上海女性做头发这件小事情衍生一种对女性爱情和性的关怀与探究。讲叙爱妮（關之琳 飾）和理发师阿华（霍建華 飾）之间日久生情的情感故事。

## 演员
- 关之琳 出演 爱妮
- 霍建华 出演 阿华
- 吳鎮宇 出演 爱妮的丈夫

## 幕后
该片饰演爱妮丈夫的吴镇宇说：“一次成功的婚姻会使你一辈子幸福，但是，一次失败的婚姻却会让你一辈子看不到尽头”。